# Опуићи
Опуићи су богата српска трговачка породица из Трста. Родоначелник Опуића био је Христифор Опуић (1809-1866), син Петра и Анастасије Неимаревић из Столца. Био је ожењен Аном Гашић из Дубровника и са њом имао сина Стефана. Стефан Антоније Опуић оженио се по католичком обреду Аделаидом Фонтаном. Њихова ћерка Наталија Опуић била је удата за Артура Русконија и са њим имала сина Антонина Русконија.
Александар Опуић (1825-1888) брат Христифора Опуића, рођен је у Дубровнику, ожењен Маријом Бошковић (1829-1889), сестром Божа и Ника Бошковића. Са њом је имао ћерку Милеву. Милева Опуић, велика српска добротворка, је била удата за генерала Александра Константиновића (унука Јеврема Обреновића) и са њим имала ћерку Наталију и сина Владимира. Наталија Константиновић била је удата за принца Мирка Петровића Његоша.